# Tanytarsus yakuijeus
Tanytarsus yakuijeus är en tvåvingeart som beskrevs av Sasa och Suzuki 2000. Tanytarsus yakuijeus ingår i släktet Tanytarsus och familjen fjädermyggor. Inga underarter finns listade i Catalogue of Life.